# Collégiale Saint-Évroult de Mortain
La collégiale Saint-Évroult de Mortain est une ancienne collégiale et chapelle royale qui se dresse sur le territoire de la commune française de Mortain, dans le département de la Manche, en région Normandie. L'édifice est classée au titre des monuments historiques.

## Localisation
La collégiale Saint-Évroult est située sur la commune de Mortain, dans le département français de la Manche.

## Historique

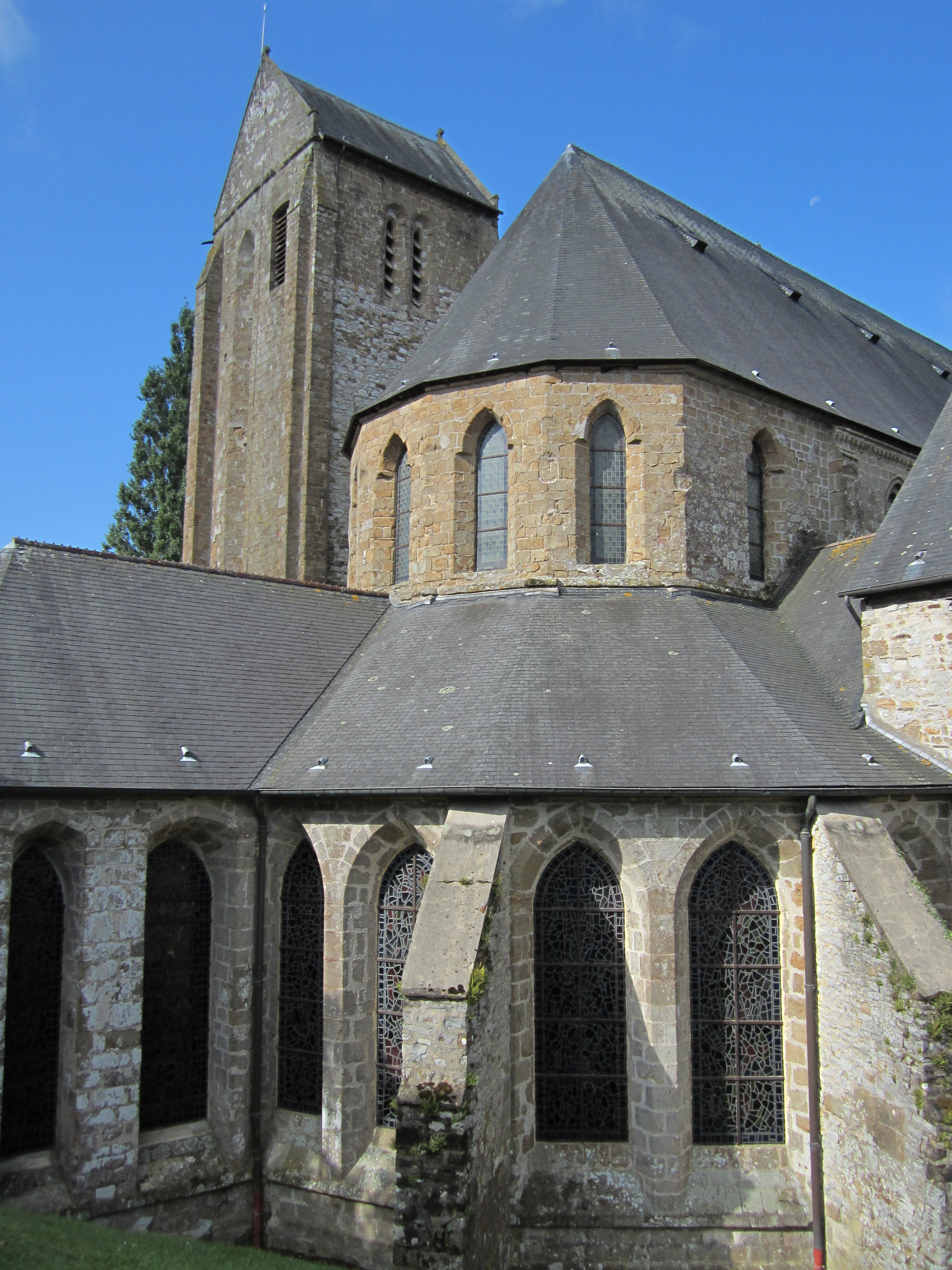
Le chevet.

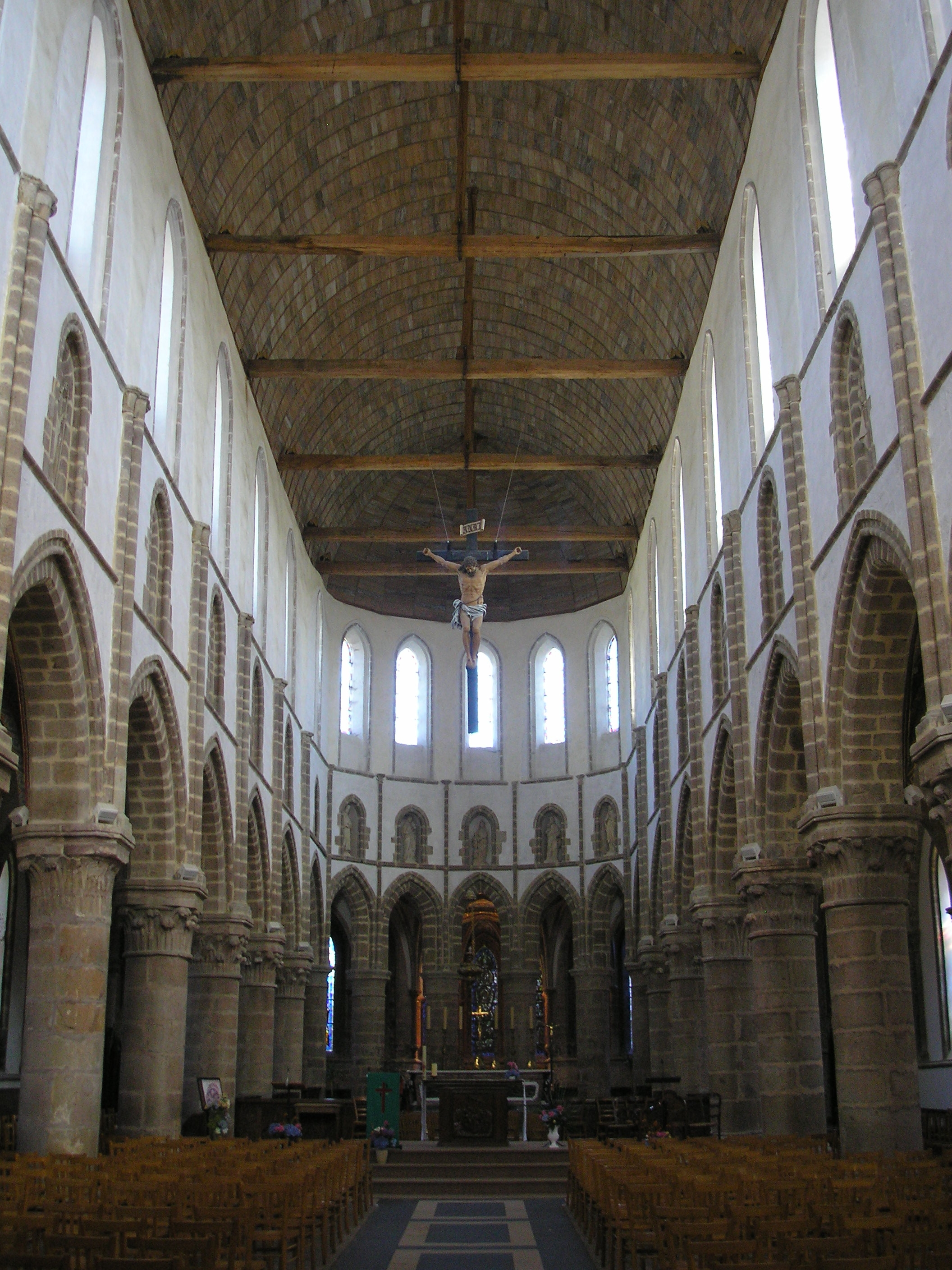
Vue de la nef vers l'abside.

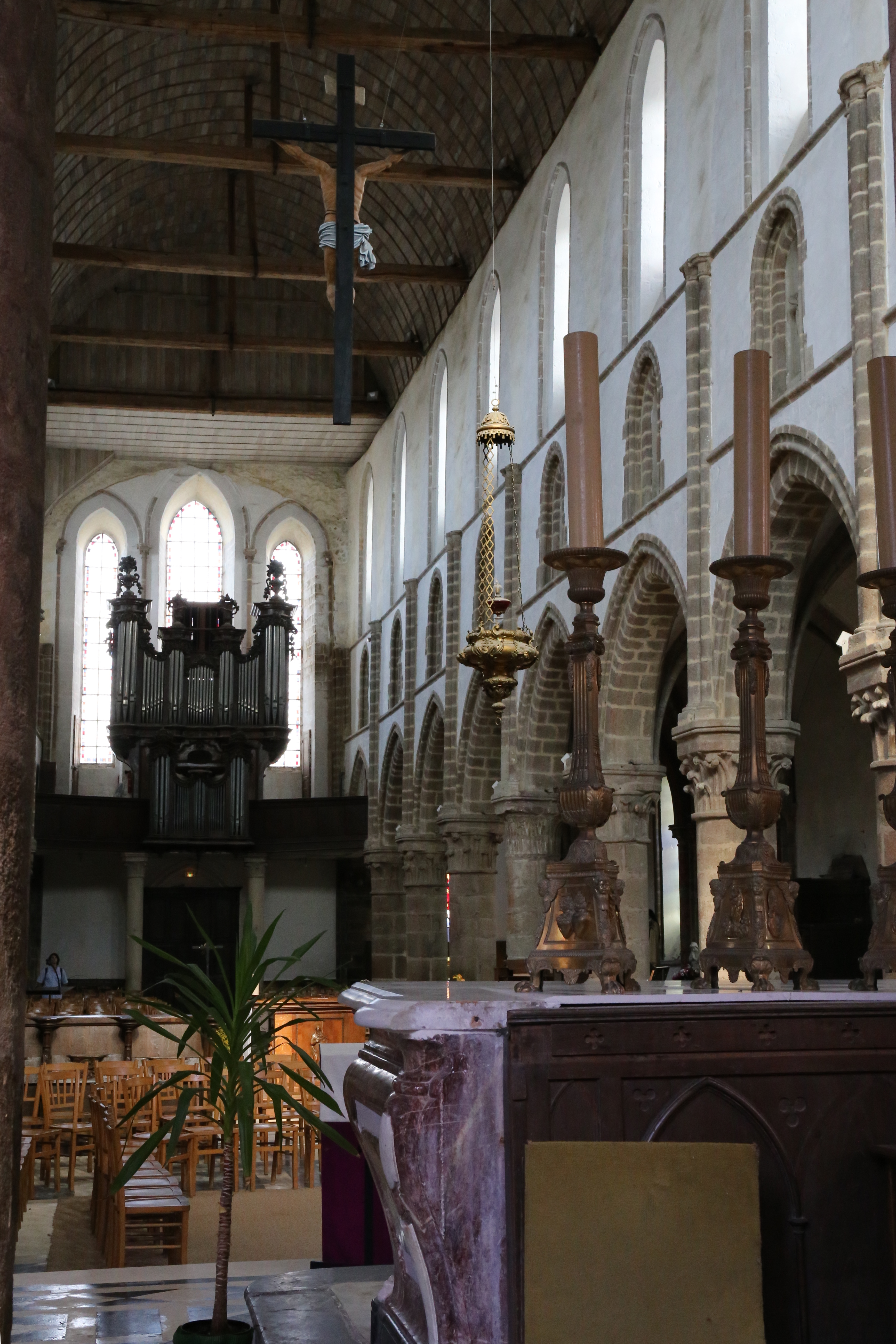
Vue de la nef vers l'ouest.

### La fondation
La collégiale de Mortain est fondée en 1082 par Robert, comte de Mortain, frère utérin de Guillaume le Conquérant, duc de Normandie et roi d'Angleterre.
Robert et son épouse Mathilde de Montgommery achèvent de bâtir l'église de Mortain et l'érigent en collégiale en honneur de Dieu et de saint Évroult avec le consentement du roi Guillaume, de ses barons et de Michel, évêque d'Avranches.
Robert établit des chanoines sur ses propres ressources pour le salut de son âme, du roi son frère, de ses ancêtres et de ses enfants. La collégiale a un doyen et huit prébendes, sept autres prébendes sont fondées par les barons du comte.
Guillaume de Mortain, fils du fondateur, ajoute l'église d'Yvrandes avec le fief du curé pour le chanoine revêtu de la dignité de doyen. Un chanoine grand-chantre est institué avec des revenus particuliers. Pour les autres prébendes, le comte assigne l'église de Saint-Clément avec la portion appelée le désert, quinze acres de terre, la dîme de la paroisse et de la foire du lieu et celles des vacheries et des bergeries, la dîme de toute la forêt de la Lande Pourrie, des blés, du panage, du pâturage et la dîme de la moitié de la foire de Saint-Pierre-d'Entremont.
Le comte Guillaume fonde une autre prébende avec toutes les églises de Tinchebray avec les dîmes et la terre de l'aumône, les dîmes de la foire Saint-Luc, de la forêt, panage, moulins, fours, une rente sur le Trésor et deux acres de terre.
À la demande du comte Robert, Onfroy du Champ-Ernoult fonde une autre prébende avec l'église de Saint-Pierre près de Tinchebray avec sa dîme et deux-cent acres de terre sur cette paroisse. Raoul Vallée y ajoute quarante acres de terre.
Il est établi par le comte que dans tout le val de Mortain, il n'y aurait pas d'autre école que celle de Saint-Évroult et, si une autre est découverte, les livres seront confisqués par les chanoines et mis au trésor de la collégiale.
Les chanoines, chapelains particuliers du sire de Mortain, ont droit à une partie des offrandes, le doyen et le chantre ont droit à sa table quand il réside à Mortain. Ils sont libres et affranchis de toute coutume sur le territoire de Mortain. L'évêque d'Avranches affranchit la collégiale du synode et de toute coutume épiscopale.
Guillaume, roi d'Angleterre, Robert, comte de Mortain, sa femme Mathilde, son fils Guillaume, l'archevêque de Rouen Guillaume, l'évêque d'Avranches Michel, l'évêque de Bayeux Eudes, l'évêque de Coutances Gaufride, et l'évêque de Lisieux Gilbert Maminot assistent à la dédicace et souscrivent à la fondation.
En 1204, la collégiale est en partie détruite par un incendie lors de la conquête de la Normandie par Philippe Auguste. Elle sera reconstruite à partir de 1216 quand le comté de Mortain fut confié à Philippe Hurepel, fils naturel du roi.

### Les prébendes
La collégiale possède deux prébendes de dignités, le doyen et le chantre, quatorze prébendes dont la prébende de Gorron à laquelle sera annexée la théologale.
Prébendes du Rocher, de Beuzeville, du Mesnil-Gilbert, de Condé, de Reffuveille, de Montigny, de Virey, de Husson, de Touchet, de la Mancellière, de Gorron, du Fresne, de Saint-Pierre de Tinchebray, de Notre-Dame de Tinchebray.
En 1575, le chapitre possède le fief de Saint-Barthélemy avec le patronage et la présentation de l'église paroissiale, un petit fief à Saint-Jean-des-Bois, un membre de fief en la bourgeoisie du Teilleul, la maison du doyenné de Mortain, les moulins le roi près de Pont-Bossard, les recettes de la foire de Saint-Pierre à Juvigny et diverses rentes.

### Les études
À la suite de la guerre de Cent Ans et des troubles de la fin du XVIe siècle, l'écolâtre prébendé de Gorron n'est plus assez riche pour rétribuer des régents et l'instruction s'éteint.
En 1609 est affecté un docteur en théologie chargé de prêcher et de catéchiser avec cette prébende. Il prêche les dimanches et fêtes et donne trois fois par semaine une leçon publique de l'Écriture Sainte. Le titulaire d'une prébende préceptorale instruit gratuitement les jeunes enfants de la ville de Mortain. Il prêche, catéchise et fait des leçons et exhortations au chapitre et aux ecclésiastiques.
Vers 1700, les bourgeois de Mortain se plaignent que le théologal ne propose plus de régents et ils en nomment un auquel le chapitre donne une maison et des émoluments attachés à l'école.
En 1704, le duc d'Orléans rétablit le collège. En 1745, les prébendes sont modifiées et la prébende de Gorron est répartie entre le théologal élu par le chapitre et les régents du collège, le surplus est réparti entre le curé et ceux qui l'assistent au chœur. En 1789, le collège a quatre professeurs dont un laïc.

### Le développement et la fin
Le fondateur de la collégiale, Robert de Mortain choisit Vital de Savigny comme chapelain et chanoine de la collégiale. Il occupe cette charge pendant vingt ans. En 1154, les habitants de Mortain s'emparent du corps de saint Guillaume Firmat et ses reliques sont élevées dans la collégiale en 1157 par Herbert, évêque d'Avranches, et Hugues, archevêque de Rouen. Elles se trouvent toujours sur un autel du bas-côté sud de l'église.
L'église actuelle date de 1230 et est due au financement de Mathilde de Dammartin, belle-fille de Philippe Auguste, et épouse du comte de Mortain Philippe Hurepel de Clermont († 1234), qui donne la somme énorme pour l'époque de mille livres.
En 1256 et 1263, lors de ses visites pastorales, Eudes Rigaud, archevêque de Rouen, fait de nombreuses remarques sur la tenue et la non résidence de nombreux chanoines. Il nomme la collégiale CAPITULUM SANCTI FIRMATI, ce qui prouve qu'avec les reliques de saint Guillaume Firmat, l'église l'associe à saint Évroult.
Pendant les guerres de Religion, les chanoines sont inquiétés par les protestants. En 1562, ils protestent contre un édit du duc de Bouillon demandant qu'on leur laisse les armes et moyens de se défendre. En 1582, la marquise de Montpensier donne aux dix vicaires, deux marguilliers et quatre enfants de chœur, douze acres de terre au « Breuil » de Maisoncelles et vers 1600, le duc de Montpensier accorde à la collégiale cent écus pour la réédification des orgues pillées par les protestants. Pour une meilleure protection, en 1602, le parvis de l'église reçoit une clôture.
En 1700, le chapitre a deux dignités, le doyen et le chantre, quatorze chanoines, huit vicaires, deux sacristains et quelques habitués et chapelains qui jouissent de 2 500 livres de rente pour leur subsistance et l'entretien des chanoines présents, des huit vicaires et six enfants de chœur. Pour les réparations de l'église, le doyen a 400 à 500 livres de rente, le chantre 700 à 800 livres et le théologal chanoine de Gorron 3 000 livres. En 1756, les chanoines sont réduits à douze sous la direction du doyen et du chantre. En 1791, les chanoines qui perdent leurs revenus sont indemnisés, le doyen du chapitre, Léon Des Roys titulaire de la prébende d'Équilly : 1 764 livres, Olivier de Cren de Kerbulo, grand chantre, prébendes de Cuves et Saint-Laurent n'a rien demandé, Étienne Julien Lebel, prébende de Tinchebray et curé de Mortain : 1 312 livres. À sa demande, le département lui donne le maître-autel, la lampe d'argent et le dallage en marbre de l'abbaye de Savigny. Les chanoines tenant les prébendes de Beuzeville : 1 161 livres, Husson : 1 649 livres, Condé : 1 034 livres, Touchet : 955 livres, Saint-Pierre-de-Tinchebray : 1 274 livres, Mesnil-Gilbert : 1 191 livres, h[pas clair] : 1 088 livres, Montigny : 800 livres, Fresne : 212 livres, Sablonière : 220 livres et le chanoine Michel Barbey : 1 026 livres.

### Sigillographie
Sceau ogival du XVIe siècle du chapitre de Mortain : deux bustes à côté l'un de l'autre, celui de dextre tête nue, celui de senestre tête mitrée, accompagnés en haut et en bas d'une croix fleurie.

## Description

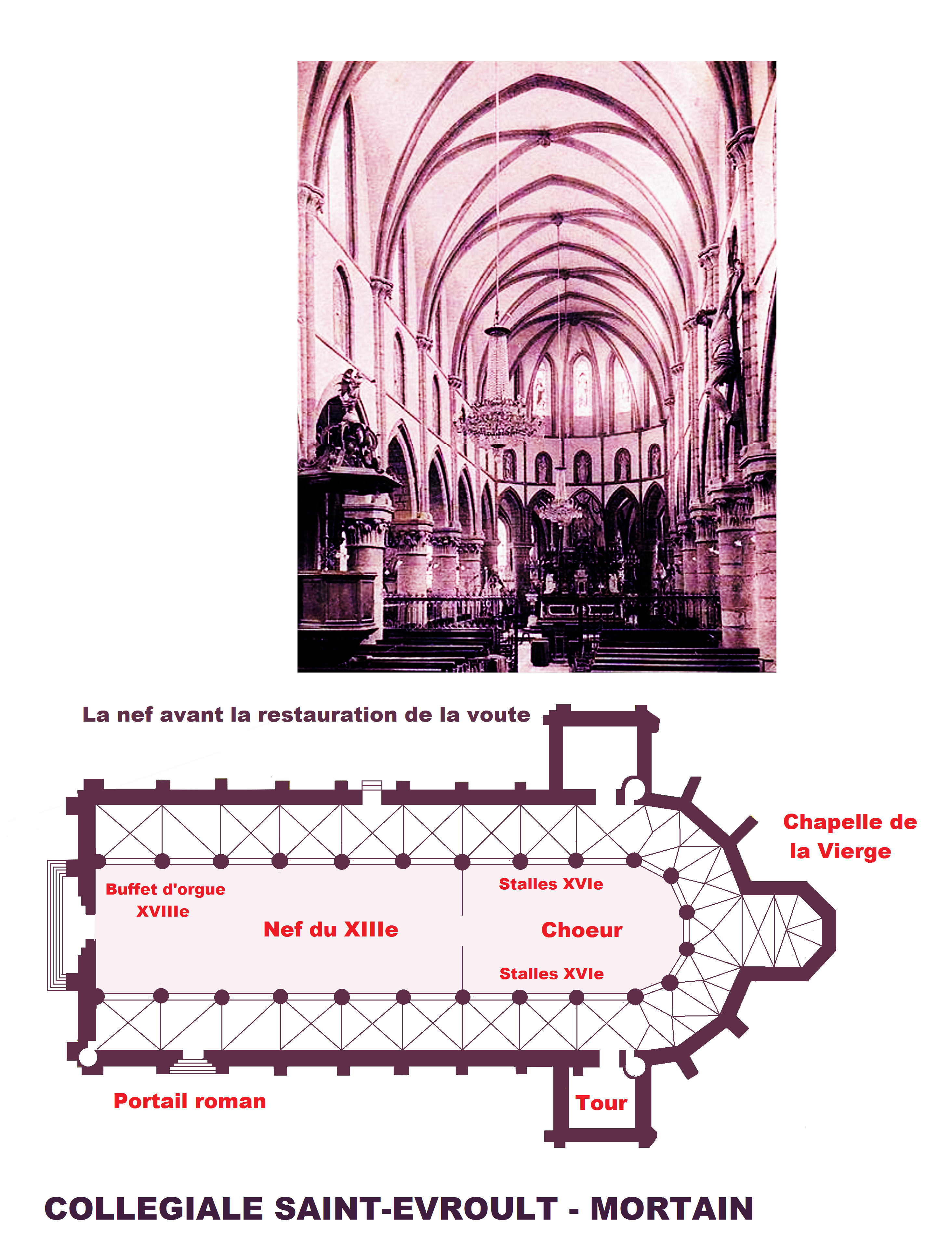

De l'église primitive, incendiée en 1204, il ne reste que le portail géométrique roman de la façade sud, du début du XIIe siècle. L'édifice a été reconstruite entre 1230 et 1250 par un architecte français attaché au service du comte Philippe Hurepel, pour la nef, et par un architecte normand pour le chœur, ce qui lui donne un caractère extrêmement homogène.
L'aspect intérieur a été profondément modifié par la restauration de 1993 qui a mis en valeur la voûte en bois qui était recouverte de plâtre, limitait la hauteur de la nef et lui faisant perdre son élégance.
La collégiale, construite en granit, rappelle par ses profils et le détail de sa construction la cathédrale de Lisieux. Elle présente peu de caractères de l'art normand et on peut la rattacher à l'architecture de l'Île-de-France, avec notamment ses tailloirs carrés aux angles abattus des massives colonnes qui appartiennent au premier style gothique de l'Île-de-France. En revanche les faisceaux de trois colonnettes adossées aux murs goutterots et qui reçoivent les retombées des voûtes sont normands, tout comme le chœur et le haut clocher latéral, avec ses contreforts d'une seule volée et ses baies étroites, édifiés par un autre architecte et qui a employé les motifs propres au style normand : culots coudés, tailloirs ronds ou polygonaux, ainsi que l'étage intermédiaire de fenêtres aveugles destinées à l'aération des combles qu'on retrouve à l'abbatiale de Lonlay.
Son plan sans transept et à déambulatoire se retrouve à la collégiale de Mantes, à l'abbatiale de Saint-Leu-d'Esserent, à Gonesse, à Poissy.
Elle comprend une nef à neuf travées terminée par un chevet circulaire avec des bas-côtés qui se continuent autour du chœur formant un déambulatoire sur lequel s'ouvre une unique chapelle. Les bas-côtés sont voûtés d'ogives, la nef est soutenue par de grosses colonnes sur bases carrées, le tailloir supportant trois colonnettes et de grandes arcades réunissaient les nefs en cintres brisées avant la restauration. Le triforium est remplacé par de petites baies en tiers-point, dans l'abside qui est postérieure à la nef, les bases des colonnes sont circulaires et une seule colonnette part du tailloir vers le faîte de l'édifice. D'un point central de la voûte du déambulatoire partent cinq branches d'ogives. La chapelle de la Vierge est composée d'une baie droite et d'une abside voûtée d'ogives.
La façade très simple est divisée en trois parties par des contreforts. Le portail occidental (vers 1230) est flanquée d'arcatures latérales aveugles. À la hauteur du chœur, le maître de l'œuvre avait projeté deux tours carrées, une seule (XIVe siècle) à l'épaule droite coiffée en bâtière est achevée et se distingue par la hauteur inusitée de ses baies géminées. La tour gauche, qui n'a pas été construite, abrite dans sa souche le logement du custos (sacristain).

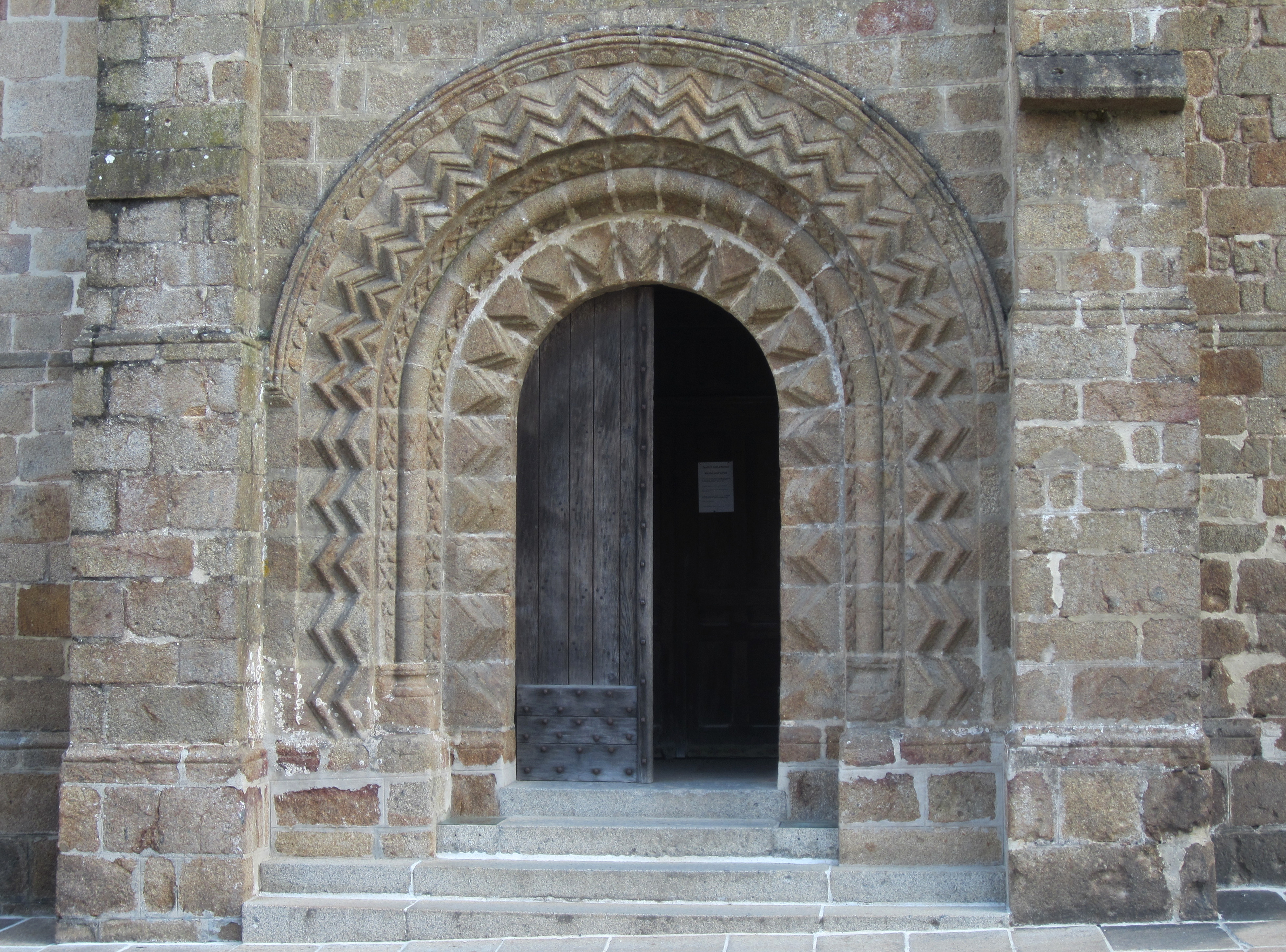
Le portail roman dans le mur sud.
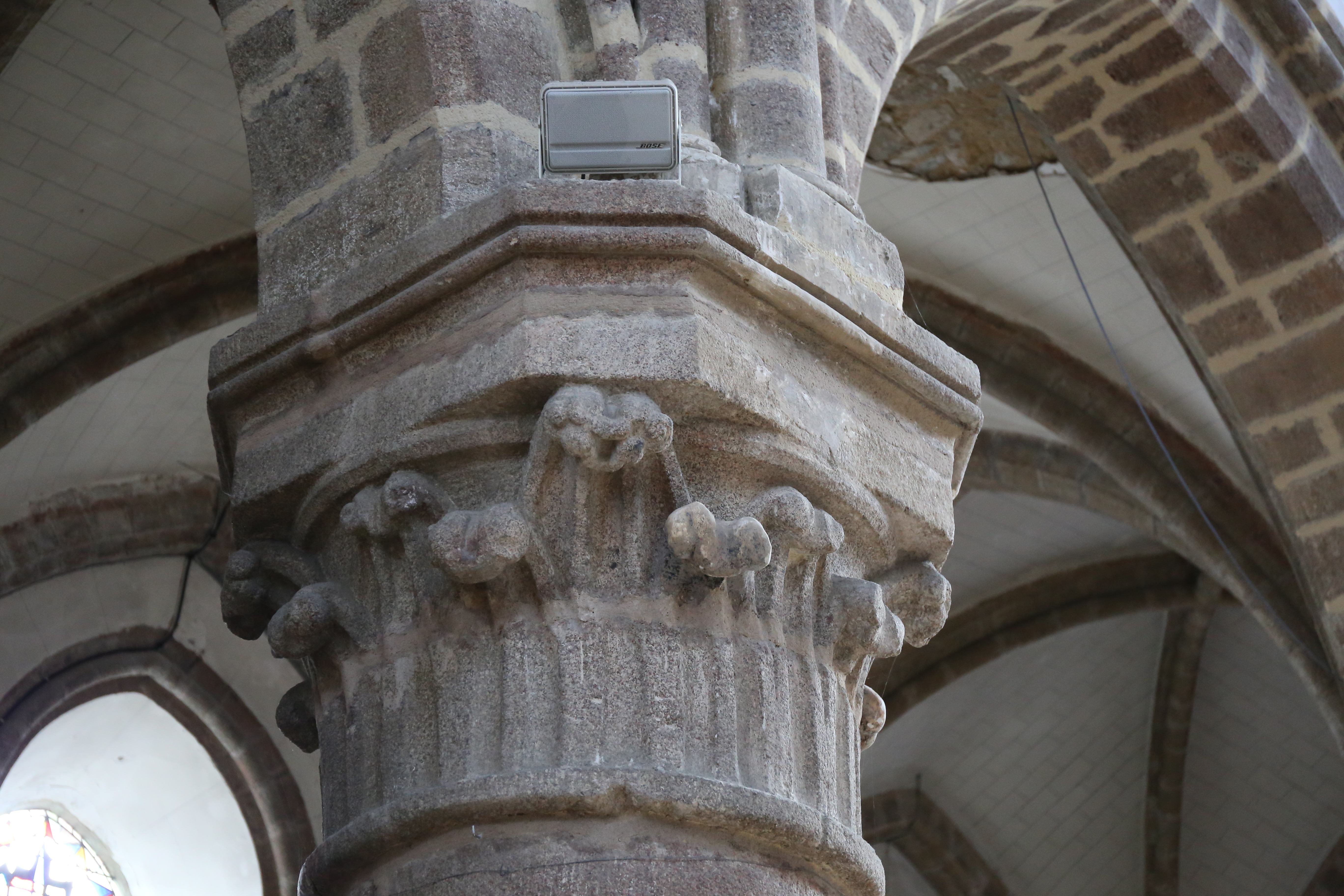
Chapiteau de la nef.

## Protection
L'église est classée au titre des monuments historiques par liste de 1840.

## Mobilier et objet classé

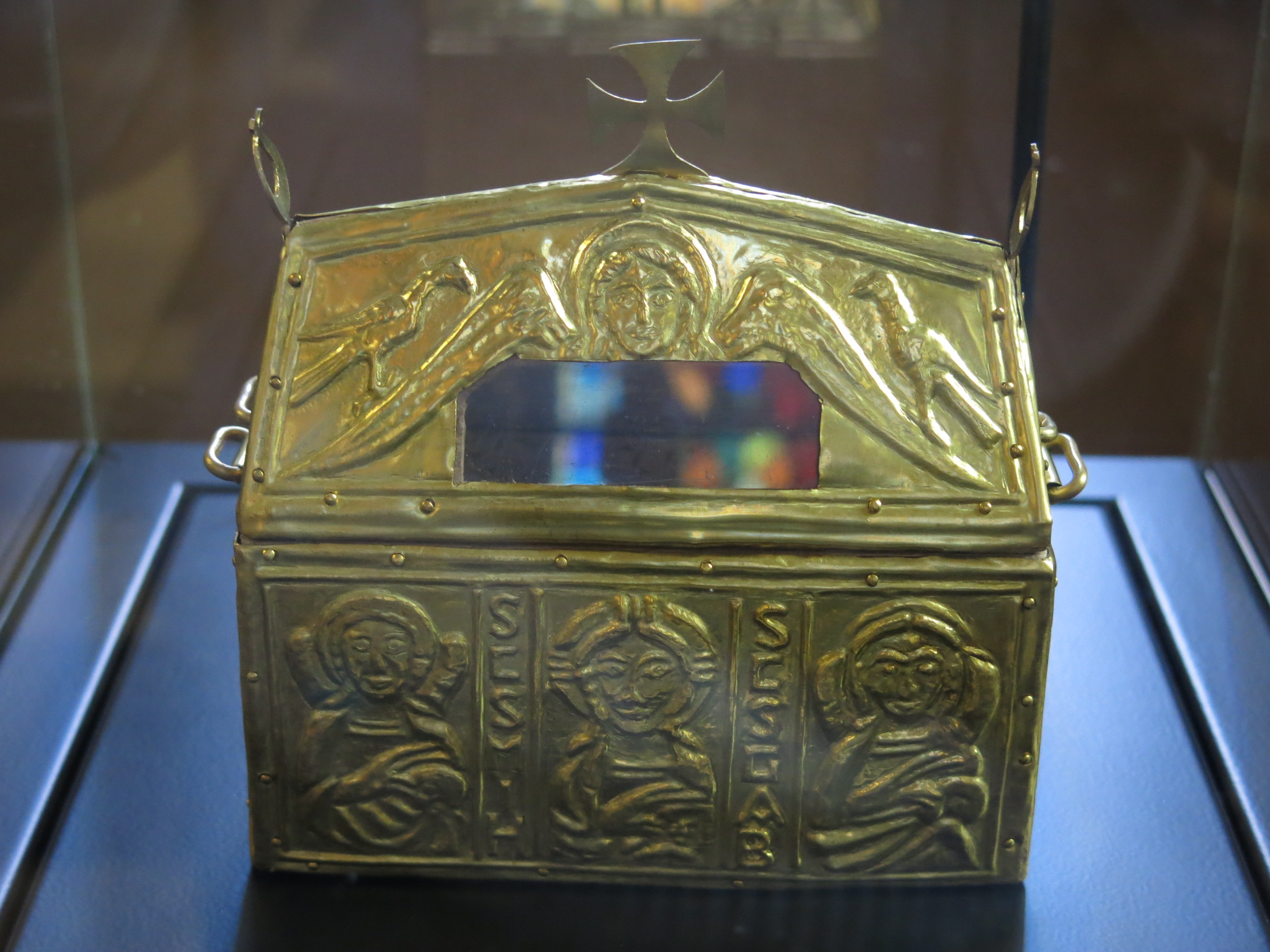
Le chrismale ou coffret de Mortain.

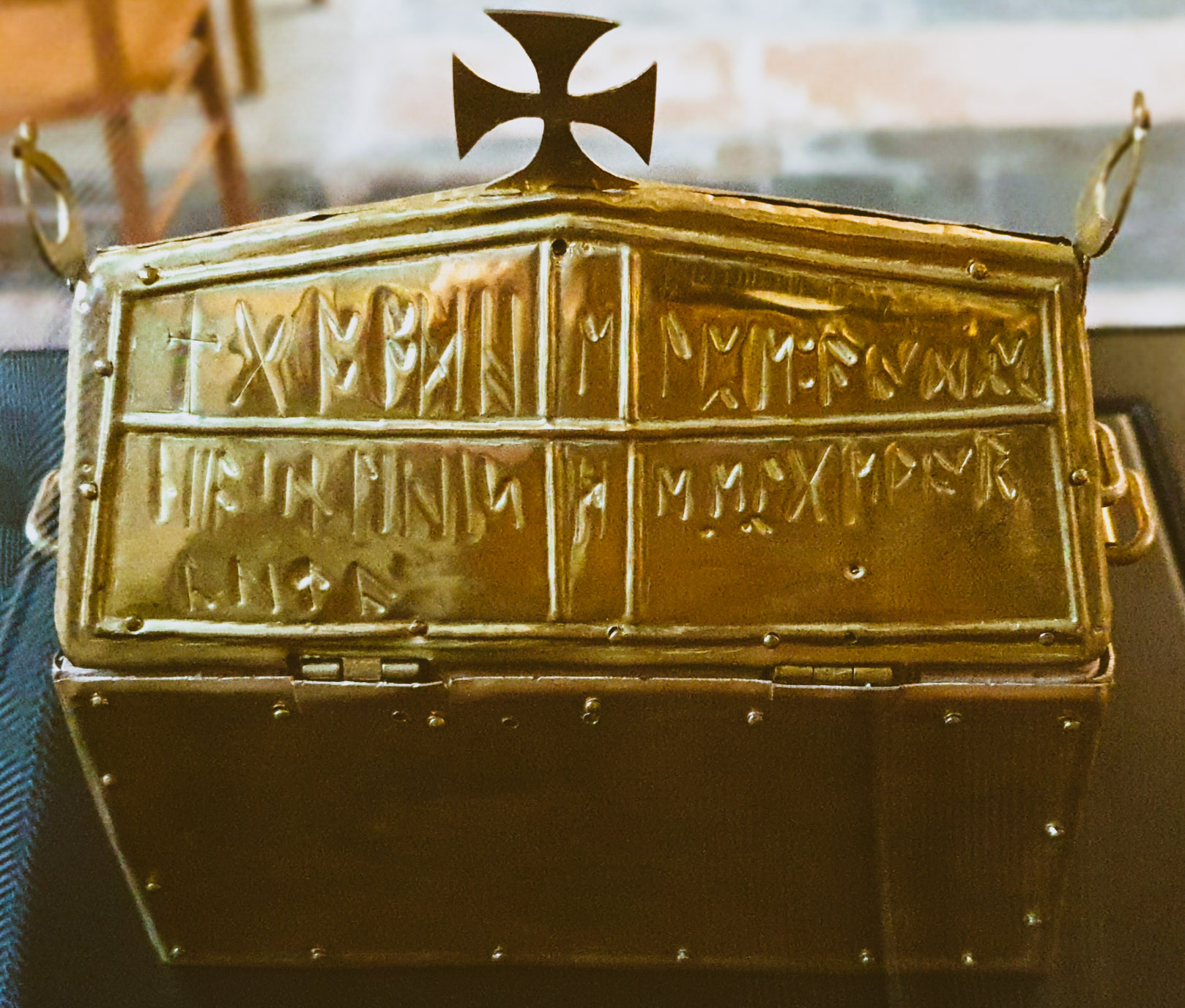
Le chrismale de la collégiale Saint-Évroult de Mortain. Inscription runique.

- Le chrismale ou coffret de Mortain, de la fin du VIIe siècle, consiste en une boite en forme de maison en bois de hêtre évidée, revêtue de lamelles de cuivre repoussé et doré, avec un couvercle à deux pans. Cet objet, anglo-saxon comportant une inscription en runes, est destiné à porter l'Eucharistie en voyage. Sur le toit est représenté un ange aux ailes déployées, mutilé par une fenêtre lorsque le chrismale est devenu reliquaire entre 1864 et 1899. Deux oiseaux se trouvent à côté de cet ange. À l'avant est représenté le Christ pantocrator entre saint Michel et saint Gabriel. Le faîtage du toit est décoré à ses extrémités par deux acrotères en forme de lyre. Une inscription en caractères runiques : QUE DIEU AIDE EADA QUI FIT CE KIISNEEL. Les runes localisent cet objet du nord de l'Angleterre où le chrismale était porté par des moines irlandais[24]. Ce serait Robert de Mortain, demi-frère de Guillaume le Conquérant, qui l'aurait ramené d'Angleterre[1].
- Les stalles du XVIe siècle sont au nombre de vingt-quatre, disposées en forme de « U » fermant le chœur des chanoines. Elles ont un rôle acoustique et les miséricordes permettent une longue station debout. Le travail de ses stalles est fort délicat, il y a de la finesse et de la naïveté dans les sculptures des miséricordes où on voit des anges, des personnages, des têtes d'aigles, des monstres, des lions, une bête monstrueuse avec la tête d'un homme et le corps d'un lion, un moine dans une attitude de frayeur, des têtes très laides, un berger jouant de la cornemuse, deux cordonniers avec leurs tabliers, un cheval ailé, un gros moine fort laid, un meunier disgracieux et son moulin, une figure accroupie d'où partent des oreilles d'âne, un monstre avec la figure d'un homme et une queue de reptile, une femme tenant un objet, un monstre avec un corps de lion et un tête de singe, des sauvages[25],[26].
- Le maître-autel de 1740 ou 1759 forme un ensemble composé du maître-autel et de ses emmarchements ainsi que sa garniture, composé d'une croix et de six chandeliers en bronze doré. La structure de l'autel est en marbre rouge de Saint-Berthevin, les encadrements des médaillons en marbre de Carrare, les médaillons en marbre jaune de Cossé et la base en blanc veiné des carrières limitrophes de Saint-Berthevin. Les garnitures sont d'époque Louis XVI[27].
- La lampe de sanctuaire du XVIIIe siècle en bronze doré d'une hauteur de 3,33 m dont la lampe de 1,65 m porte les armoiries de l'abbaye de Savigny[28].
- Le chandelier pascal en bronze argenté d'une hauteur de 1,18 m porte les armoiries de madame de Géraldieu, abbesse de l'abbaye Blanche, le fondeur est M. Le Clair[29].
- L'orgue de tribune dont seul le buffet en bois du XVIIIe siècle est classé, restaurateur : Chéron[30].
- Les tableaux : le baptême d'un nouveau-né de la famille de Grainville est du XIXe siècle, peintre : Bazin[31]. Le pape Honorius II remettant à saint Norbert la bulle d'approbation de l'ordre des Prémontrés provenant de l'abbaye de La Lucerne est de 1640, restauré en 1942, peintre : La Haie[32].
- Un panneau de bois de la Cène dans la chapelle Saint-Michel, daté de la fin du XVIe ou du début du XVIIe siècle[33].

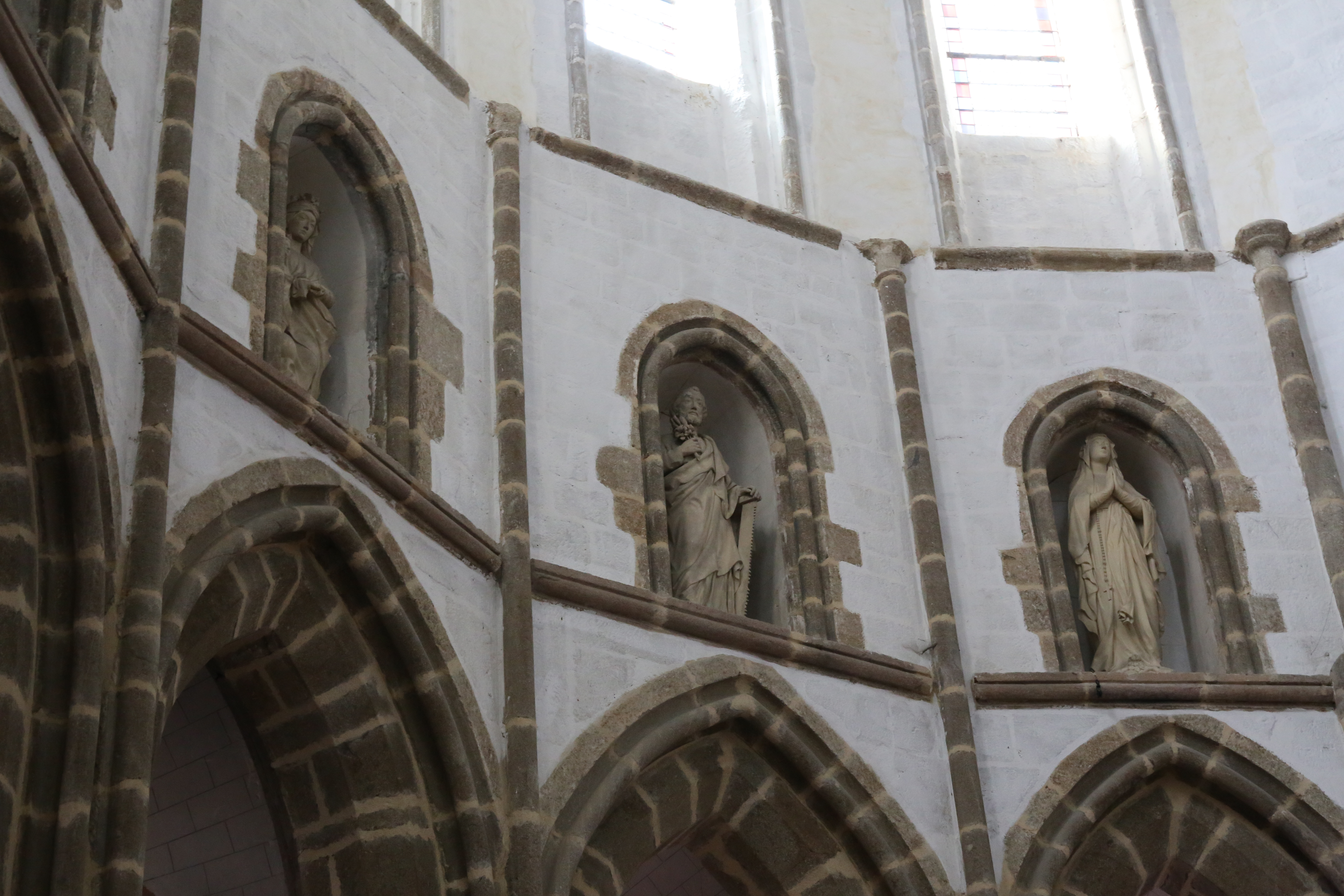
Statues dans le chœur.
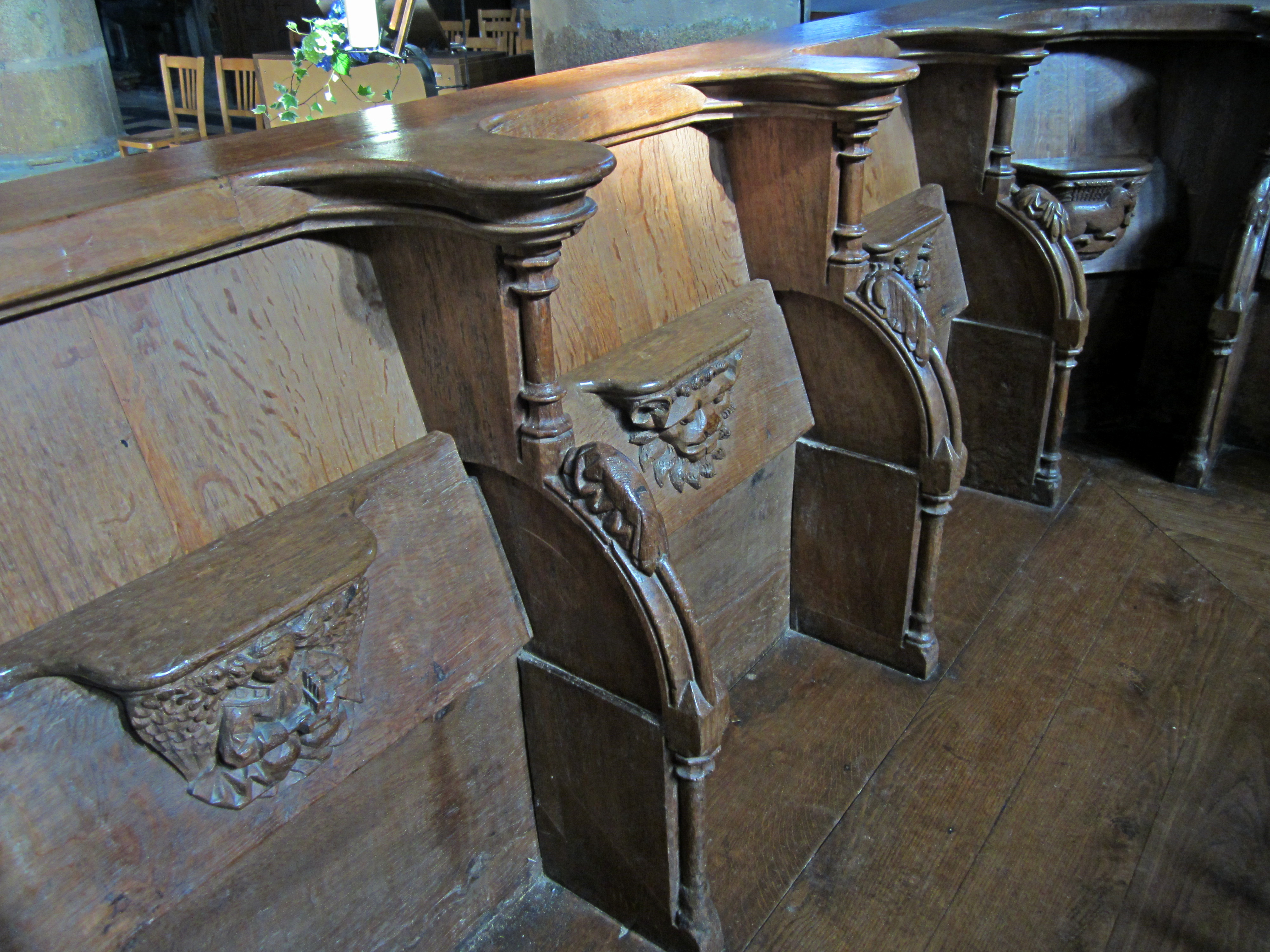
Les stalles.
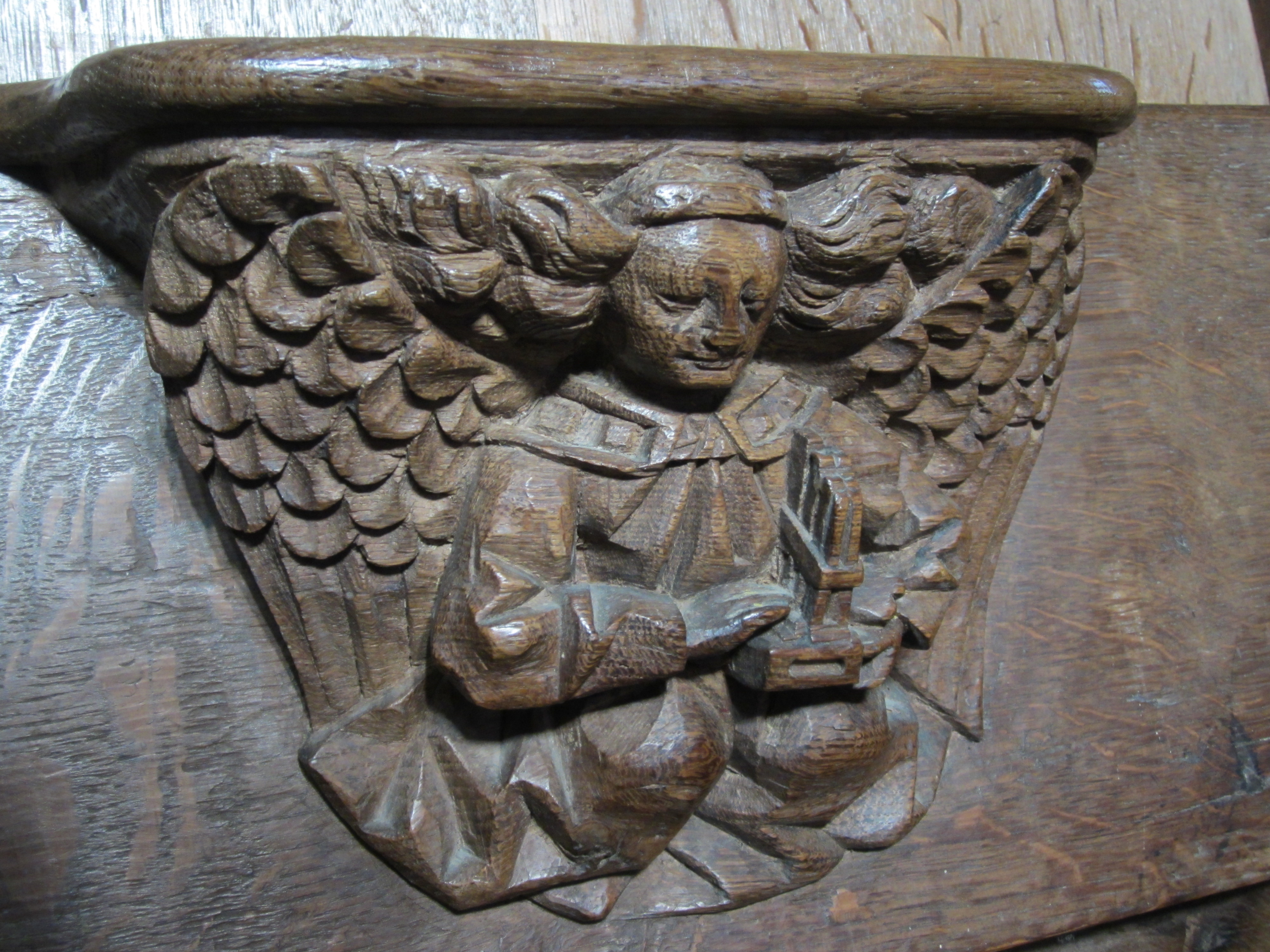
Une miséricorde.
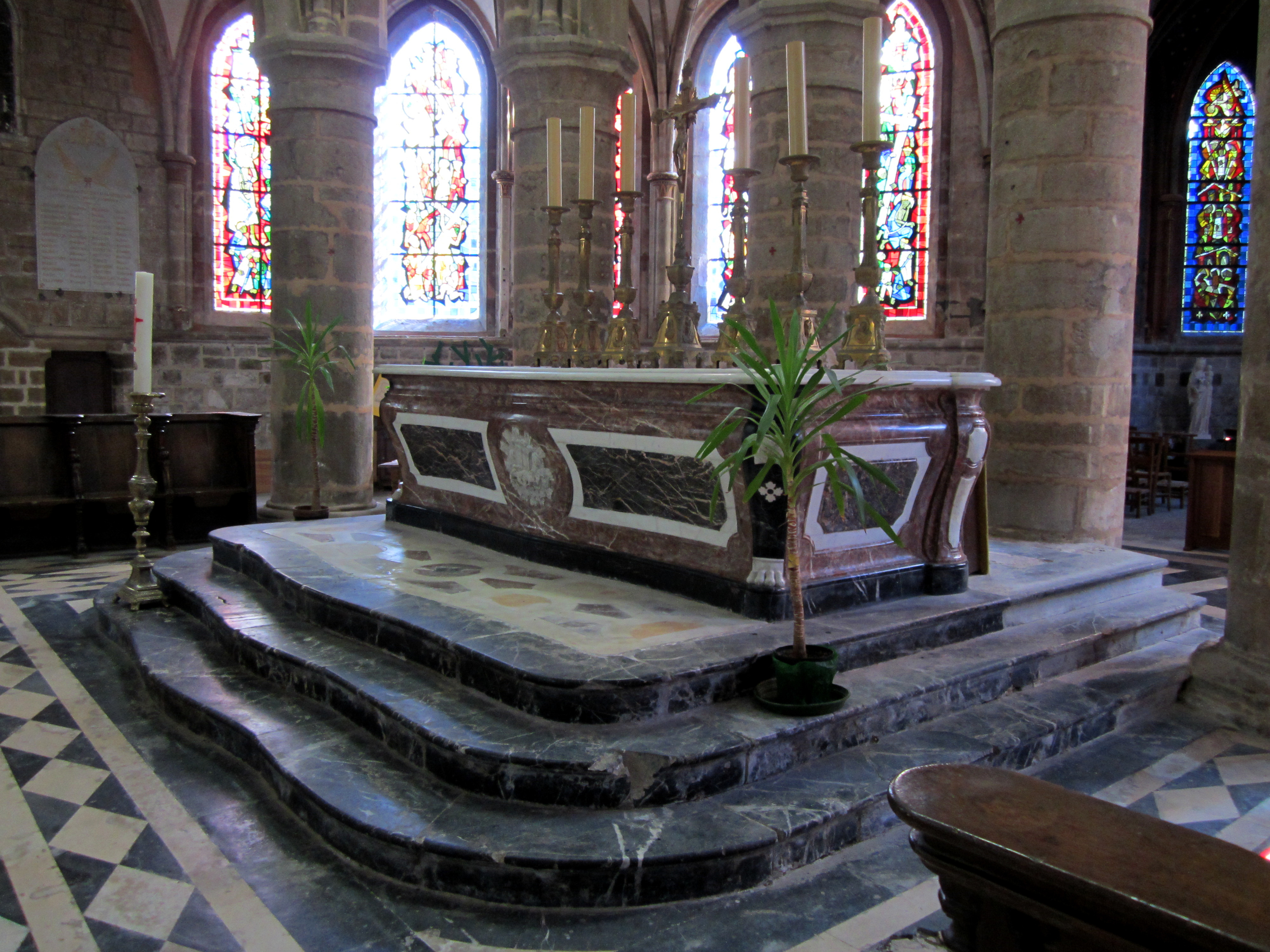
Maître-autel.
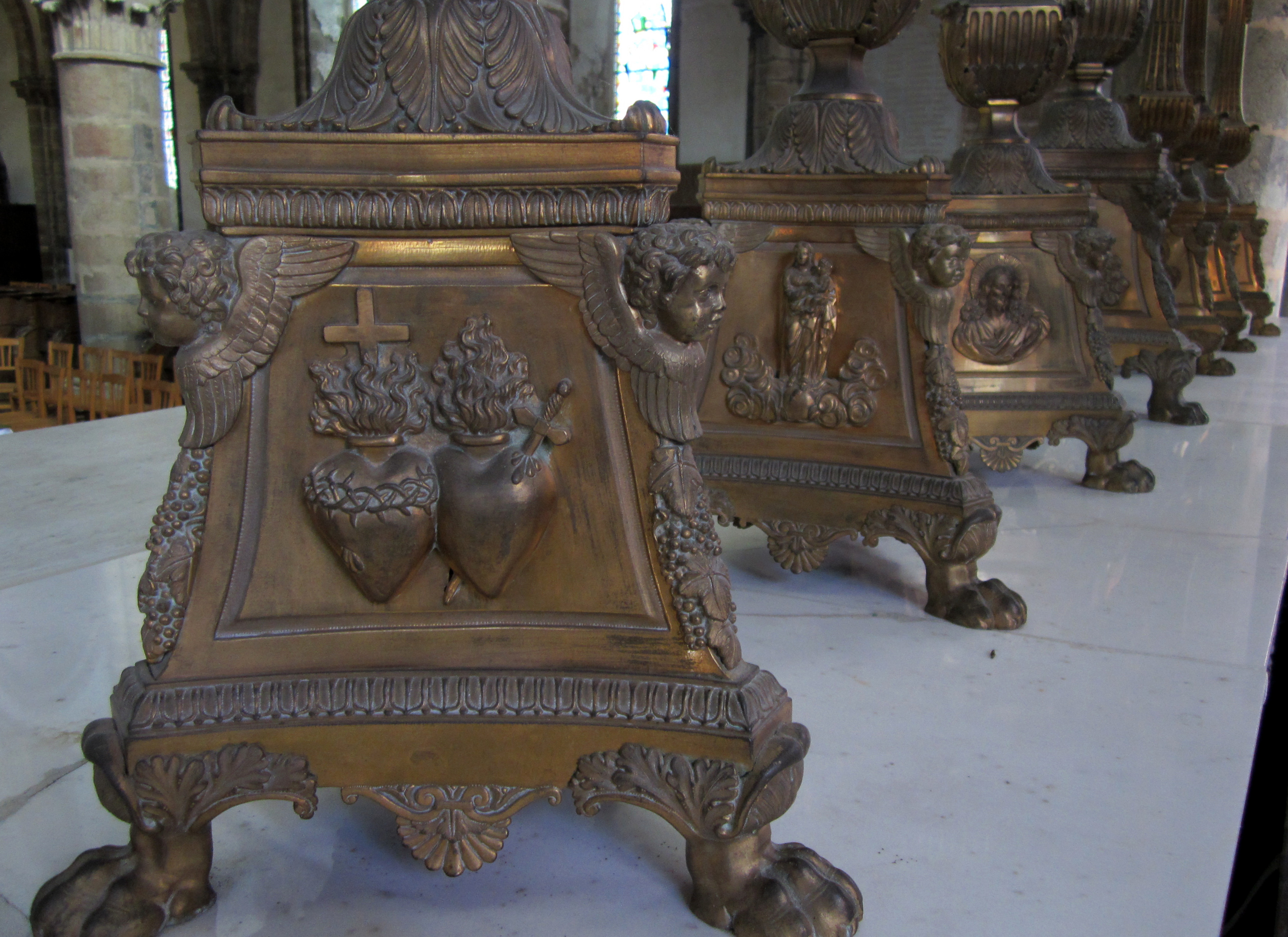
Pieds de chandeliers.
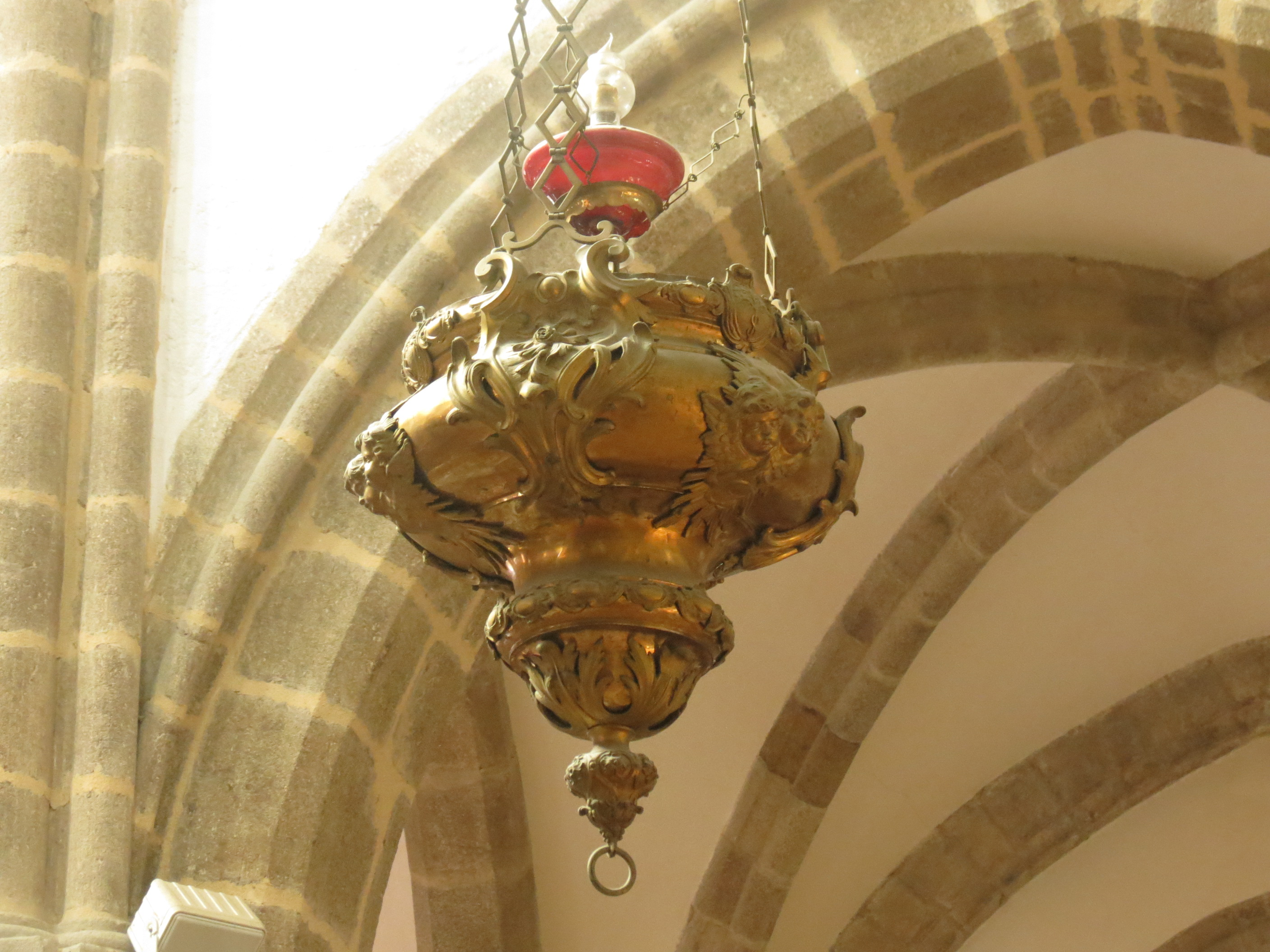
Lampe de sanctuaire.
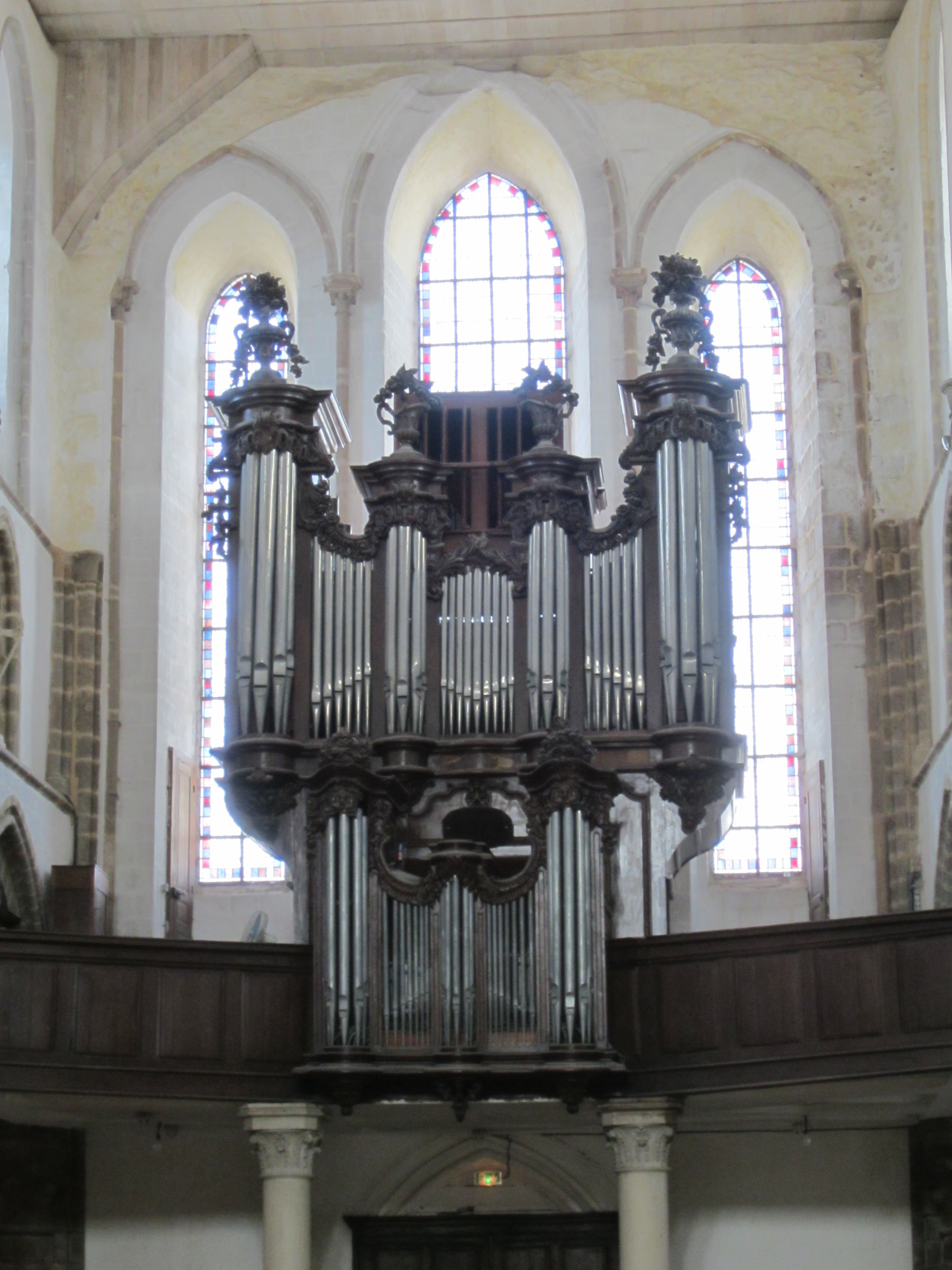
Orgue de tribune.
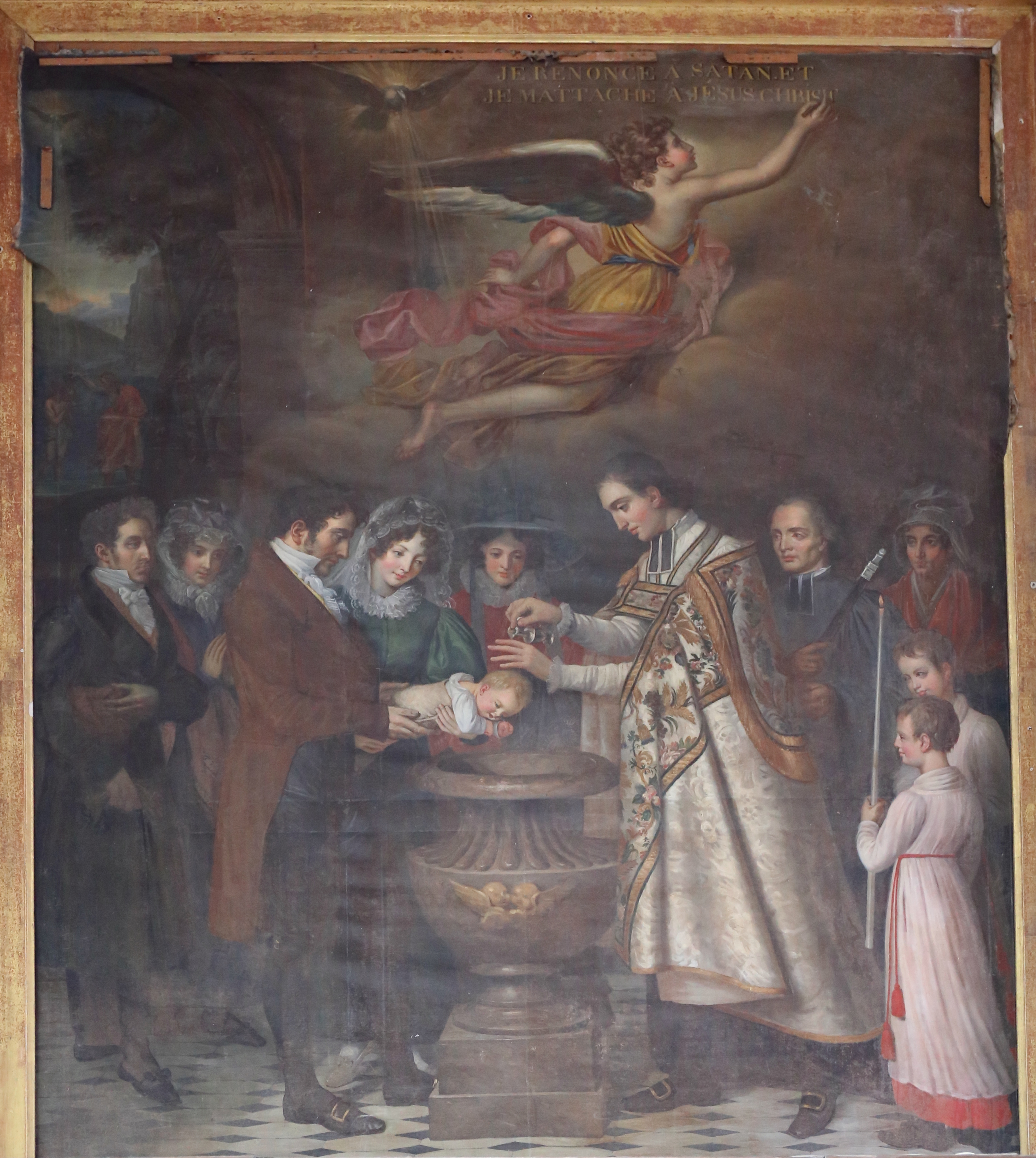
Le baptême d'un nouveau-né de la famille de Grainville.
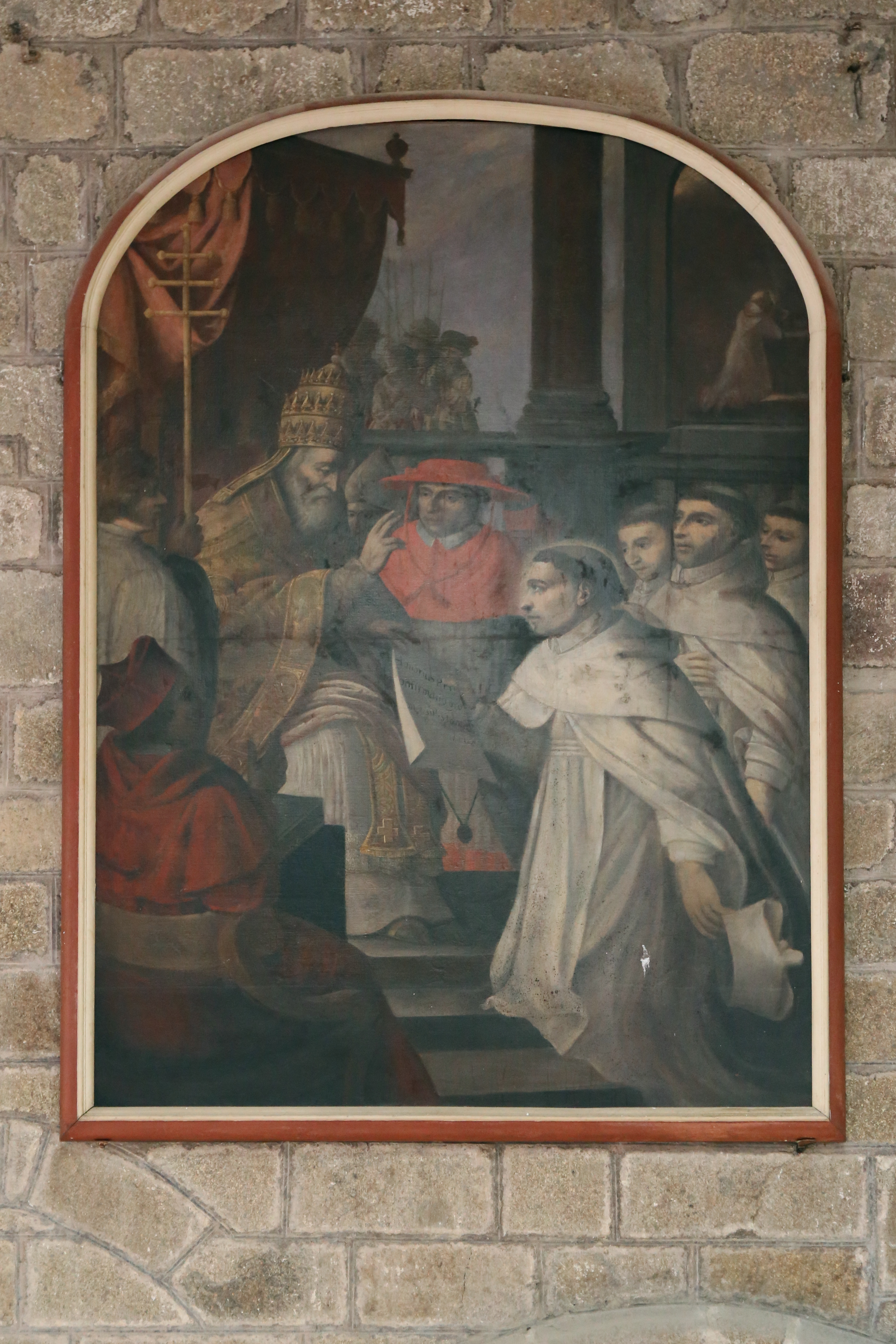
Le pape Honorius II et saint Norbert.